# Doswell
Doswell est une ville en Virginie (États-Unis).